# IC 3583
IC 3583 (również PGC 14077 lub UGC 7784) – galaktyka nieregularna (IBm), znajdująca się w gwiazdozbiorze Panny. Została odkryta 29 kwietnia 1892 roku przez Isaaca Robertsa.
IC 3583 tworzy optyczną parę ze znacznie większą galaktyką spiralną Messier 90 (NGC 4569), obie te galaktyki stanowią obiekt Arp 76 w Atlasie Osobliwych Galaktyk Haltona Arpa. Według niektórych źródeł galaktyki te mogą ze sobą oddziaływać grawitacyjnie, wchodząc w skład Gromady w Pannie. Jednak nowsze badania sugerują, że IC 3583 znajduje się znacznie bliżej Ziemi (około 31 milionów lat świetlnych) niż M90 (około 55 milionów lat świetlnych), zatem nie jest członkiem tej gromady galaktyk, lecz galaktyką pierwszego planu. Galaktyki IC 3583 i M90 znacznie różnią swoimi prędkościami radialnymi – o prawie 1500 km/s.